# Emilijus Zubas
Emilijus Zubas (født 10. juli 1990 i Panevėžys) er en litauisk fodboldspiller, der spiller for FC Arouca. Han var i 2014 udlejet til den danske superligaklub Viborg FF som målmand.

## Klubkarriere
Zubas startede karrieren hos FK Ekranas i hjembyen Panevėžys, hvor han fra 2008 til 2010 spillede 19 kampe for klubbens andethold. Noget specielt for en målmand scorede han i den periode også ét mål. I 2010 blev han fast mand på klubbens førstehold, hvor han i første sæson lavede 17 clean sheets i 25 kampe. Sæsonen efter lukkede han ikke mål ind i 20 af de 33 kampe han spillede.
I 2012 skrev han kontrakt med den lettiske klub FK Daugava Riga. Her fik Zubas ingen spilletid i den første sæson, og i begyndelsen af 2013 blev han udlejet til den polske klub GKS Bełchatów, som på dette tidspunkt var placeret i bunden af Ekstraklasa. Selvom Zubas havde karrierens bedste halvsæson, kunne han ikke forhindre at klubben rykkede ud af Polens bedste række. Zubas blev kåret til årets bedste målmand.
Fra efterårssæsonen 2013 var spilleren i den cypriotiske klub AEK Larnaca F.C. på en lejekontrakt, men uden at blive registeret for nogle kampe. I slutningen af januar 2014 skiftede han så til dansk fodbold, da FK Daugava Riga og Viborg FF lavede en halvårig lejeaftale. Han nåede at stå en enkel kamp for Viborg, hvor han holdt buret rent.

## Landshold
Fra 2011 til 2012 spillede Zubas otte kampe for Litauens U/21-fodboldlandshold.
Som en direkte konsekvens af den god halvsæson hos GKS Bełchatów, blev Emilijus Zubas i marts 2013 for første gang udtaget til Litauens fodboldlandshold. Debuten kom mod Albanien den 26. marts, da han fik 30 minutter på banen. I januar 2014 var han i alt noteret for fire kampe for nationalmandskabet.